# 博博托夫庫克山
博博托夫庫克山是位于蒙特內哥羅北部的一座山峰，高2,523米（8,278英尺）。这座山峰是杜米托爾國家公園的最高峰，属于第拿里阿爾卑斯山。1883年，该山峰首次有人登顶。